# گلسنگ سپری
گلسنگ سپری (نام علمی: Xanthoparmelia) نام یک سرده از راسته لبه‌دارسانان است.